# Cozy Powell
Cozy Powell (n. 29 decembrie 1947, Cirencester, Anglia, Regatul Unit – d. 5 aprilie 1998, Bristol, Anglia, Regatul Unit) a fost un baterist englez de rock ce a cântat cu trupe rock (printre care Rainbow, Whitesnake și Black Sabbath).